# كيفن بولسن
كيفن بولسن (بالإنجليزية: Kevin Poulsen)‏ مواليد 30 نوفمبر 1965 في كاليفورنيا، الولايات المتحدة، هو قرصان أسود القبعة أمريكي سابق وصحفي حالي مختص بالأمن الرقمي. كان أشهر اختراق له هو الاستحواذ على كافة خطوط الهاتف لمحطة الإذاعة كيس إف إم في لوس أنجلوس، والتي أعلنت أن المتصل رقم 102 سوف يفوز بجائزة سيارة بورش 944.